# Castel del Monte (Abruzzen)
Castel del Monte ist eine italienische Gemeinde in der Provinz L’Aquila in der Region Abruzzen und zählt (Stand 31. Dezember 2023) 400 Einwohner. Die Gemeinde liegt etwa 27 Kilometer östlich von L’Aquila im Nationalpark Gran Sasso und Monti della Laga, gehört zur Comunità montana Campo Imperatore-Piana di Navelli und grenzt unmittelbar an die Provinzen Pescara und Teramo.
Castel del Monte ist Mitglied der Vereinigung I borghi più belli d’Italia (Die schönsten Orte Italiens).

## Gemeindepartnerschaft
Castel del Monte unterhält eine Partnerschaft mit der französischen Gemeinde Somain im Département Nord.

## Trivia
Die Hollywood-Produktionen Der Tag des Falken (1985) und The American (2010) hatten einen ihrer Schauplätze in Castel del Monte.